# جرج هوشی
جرج هِوِشی (مجاری: Hevesy György;آلمانی: George de Hevesy) شیمی‌دان مجاری قرن نوزدهم بود که به سبب استفاده از ردیاب هسته‌ای برنده جایزه نوبل شیمی ۱۹۴۳ شد.